# Ildegarda (nome)
Ildegarda  è un nome proprio di persona italiano femminile.

## Varianti
- Ipocoristici: Ilda[1]
- Maschili: Ildegardo[2][3]

### Varianti in altre lingue
- Catalano: Hildegarda[5]
  - Maschili: Hildegard[5]
- Danese: Hildegard[6], Hildegarde[6]
- Francese: Hildegarde[6]
- Germanico: Hildigard[1], Hildegard[6][7], Hildigardis[1][6]
- Norvegese: Hildegard[6]
- Polacco: Hildegarda
- Spagnolo: Hildegarda[5]
  - Maschili: Hildegardo[5]
- Svedese: Hildegard[6]
- Tedesco: Hildegard[6]

## Origine e diffusione
Deriva dal nome germanico Hildigard o Hildegard, documentato già dall'VIII secolo, di tradizione francone e longobarda; esso è composto dalle radici hild ("battaglia") e gard (che può voler dire "verga magica" oppure "recinto", "spazio delimitato" e quindi "protezione"). Come gran parte dei nomi germanici, non esiste un vero significato complessivo; esso viene talvolta interpretato come "verga della battaglia", "guerriera che protegge" o "casa della guerra".
Al contrario che in Germania, dove il nome (nella forme Hildegard) è relativamente comune, in Italia Ildegarda è piuttosto raro; secondo dati pubblicati negli anni settanta, se ne contavano circa seicento occorrenze, più un altro centinaio della forma maschile, attestate principalmente al Nord e in particolare in Emilia-Romagna.

## Onomastico
L'onomastico si festeggia generalmente il 17 settembre in memoria di santa Ildegarda di Bingen, badessa e mistica benedettina; si ricordano con questo nome anche una santa Agata Ildegarda, contessa palatina in Carinzia, madre di sant'Albuino di Bressanone, commemorata il 5 febbraio, e due beate: Ildegarda, moglie di Carlo Magno, il 30 aprile, e Hildegard Burjan, politica e fondatrice delle Suore della carità sociale, il 1º giugno.

## Persone

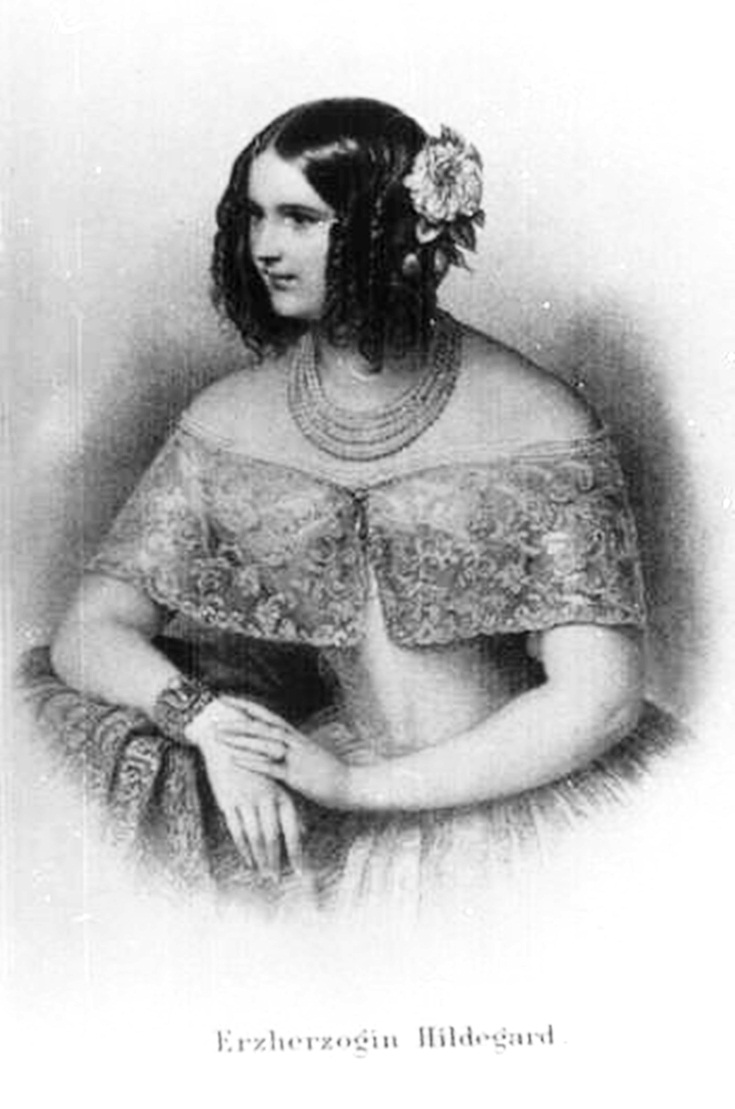
Ildegarda di Baviera

- Ildegarda, terza moglie di Carlo Magno
- Ildegarda di Baviera (1825-1864), duchessa consorte di Teschen
- Ildegarda di Baviera (1881-1948), figlia di Ludovico III di Baviera
- Ildegarda di Bingen, monaca cristiana, scrittrice, mistica e teologa tedesca
- Ildegarda di Egisheim, contessa palatina di Svevia e contessa di Riesgau
- Ildegarda dei Supponidi, nobildonna italiana
- Ildegarda Taffra, fondista italiana

### Variante Hildegard
- Hildegard Behrens, soprano tedesco

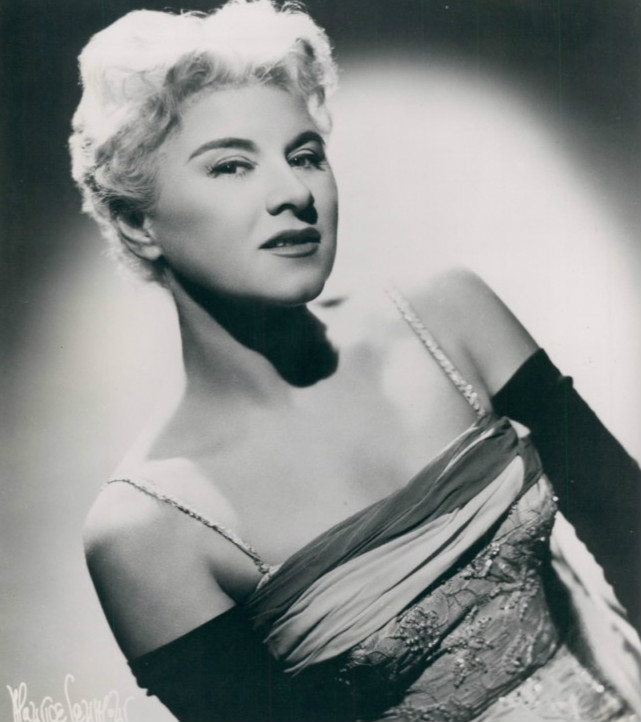
Hildegarde

- Hildegard Burjan, politica austriaca
- Hildegard Burkhardt, agente segreta e giornalista tedesca
- Hildegard Falck, atleta tedesca
- Hildegard Knef, cantante, attrice e scrittrice tedesca
- Hildegard Ochse, fotografa tedesca
- Hildegard Peplau, infermiera statunitense
- Hildegard Schroedter, attrice tedesca
- Hildegard Trabant, donna tedesca uccisa presso il muro di Berlino

### Variante Hildegarde
- Hildegarde, cantante e cabarettista statunitense
- Hildegarde Neil, attrice inglese
- Hildegarde Vermeire, cestista belga

## Il nome nelle arti
- Hildegard è un personaggio dei telefilm che vedono come protagonista Cristina D'Avena nei panni di Licia (Love Me Licia e sequel).
- Hildegard Sonnbichler è un personaggio della soap opera Tempesta d'amore.
- Hildegard von Krone è un personaggio della serie di videogiochi Soulcalibur.

## Toponimi
- 898 Hildegard è un asteroide della fascia principale, che prende il nome dalla già citata santa di Bingen.